# 삼차 함수

3개의 실근을 갖는 삼차 함수 f(x) = (x^{3} + 3x^{2} − 6x − 8)/4의 그래프

삼차 함수(cubic function)는 최고차항의 차수가 3인 다항 함수를 말한다. 삼차 함수의 일반형은 다음과 같다.
{\displaystyle f(x)=ax^{3}+bx^{2}+cx+d}
a, b, c는 각각 삼차항, 이차항, 일차항의 계수이고, d는 상수항이다.
삼차함수의 꼭짓점은 2개이다.

## 같이 보기
- 삼차 방정식
- 이차 함수
- 사차 함수